# Jillian Camarena-Williams
Jillian Camarena-Williams (ur. 2 marca 1982 w Vallejo) – amerykańska lekkoatletka specjalizująca się w pchnięciu kulą.
Na początku kariery dwukrotnie (w 1999 i 2001) triumfowała w mistrzostwach panamerykańskich juniorów. Srebrna medalistka młodzieżowych mistrzostw NACAC (2004). W 2006 była siódma na halowych mistrzostwach świata, a rok później tuż za podium ukończyła rywalizację na igrzyskach obu Ameryk. Nie udało jej się awansować do finału mistrzostw świata w Osace (2007), była dwunasta na igrzyskach olimpijskich w Pekinie (2008) oraz odpadła w eliminacjach mistrzostw globu w Berlinie (2009). W 2010 była szósta na halowych mistrzostwach świata, a w 2011 zdobyła w Daegu brązowy medal mistrzostw świata. W 2012 była 4. podczas halowych mistrzostw świata. Nie awansowała do finału podczas igrzysk olimpijskich w Londynie. Uczestniczyła w igrzyskach panamerykańskich w Toronto, gdzie wywalczyła srebrny medal. Piąta zawodniczka halowych mistrzostw świata w Portlandzie. Stawała na podium mistrzostw Stanów Zjednoczonych oraz mistrzostw NCAA.
W 2013 została zdyskwalifikowana na pół roku za stosowanie niedozwolonego dopingu.

## Rekordy życiowe
- Pchnięcie kulą (stadion) – 20,18 (8 lipca 2011, Paryż) do 2013 rekord USA
- Pchnięcie kulą (hala) – 19,89 (11 lutego 2012, Fayetteville) do 2016 rekord Ameryki Północnej